# Separate Ways (chanson d'Elvis Presley)
Pour les articles homonymes, voir Separate Ways.
Singles de Elvis Presley
Burning Love / It's a Matter of Time
(1972) Fool / Steamroller Blues
(1973)
Separate Ways est une chanson d'Elvis Presley, sortie en single, avec Always on My Mind sur la face B, en 1972.
Les deux chansons sont par la suite incluses dans l'album Separate Ways (en) publié en janvier 1973.

## Composition
La chanson a été écrite par Red West et Richard Mainegra.

## Histoire
La chanson a été originellement enregistrée par Elvis Presley. Enregistrée par lui le 27 mars 1972, elle sort en single le 31 octobre de la même année.